# Diplodia alni
Diplodia alni är en svampart som beskrevs av Fuckel 1870. Diplodia alni ingår i släktet Diplodia och familjen Botryosphaeriaceae.   Inga underarter finns listade i Catalogue of Life.